# Govora, Vâlcea
Govora este un sat în comuna Mihăești din județul Vâlcea, Oltenia, România.
Govora, având denumirea Govora sat, este o localitate străveche recunoscută prin existența mănăstirii Govora, a cărei dată de construcție nu se cunoaște dar care a fost renovată de Radu cel Mare, fiul lui Vlad Voievod, fratele lui Vlad Țepeș, în 1496. Mănăstirea este cunoscută mai ales prin Pravila de la Govora, una dintre primele cărți scrise în limba română.
Govora a existat sub forma de comună până în anul 1962, când a fost înglobată împreună cu alte sate în comuna Buleta iar mai târziu în comuna Mihăiești.
La desființarea comunei a contribuit primarul de atunci al acesteia NICOLAE TITIRIGA.
Comuna Govora sat cuprindea 4 sate: Gurișoara, Vulpuiești, Scărișoara (Țigănia)și Mahalaua Mare.
Comuna avea primărie, școală, biserică, cimitir, casă de nașteri, cămin cultural, două mori de foc, cârciumă și o cooperativă sătească.
Atestarea documentara comunei Govora este mult mai veche decât cea a orașului Băile Govora care a apărut și s-a dezvoltat la mijlocul secolului 19, când generalul Zorileanu a descoperit izvoarele de ape minerale din această zonă. Înainte de a se numi Băile Govora localitatea s-a numit Prajila.
În urma desființării comunei Govora, aceasta a decăzut ca importanță și azi este confundată deseori cu BĂILE GOVORA. Govora este străbătuta de DN67 (Rm. Vâlcea - Târgu Jiu) și se afla la confluența pârâului Hința cu râul Govora. 
Principala ocupație a locuitorilor este agricultura și creșterea animalelor. În perioada industrializării, majoritatea locuitorilor lucra la Uzina de Soda Govora și în Băile Govora.
Accesul cu trenul se face până la gara Govora și de acolo cu autobuze până la Băile Govora sau Horezu.
Cătunul Țigănia din Govora Sat este locuit de țigani și se află dispus în jurul Mănăstirii Govora. De precizat că țiganii din Govora sunt complet românizați, ei vorbind numai românește, fiind școlarizați și ducând o viața normală ca oricare dintre locuitorii satului. Ei au fost iobagi ai mănăstirii stabiliți probabil în zonă, odată cu construcția acesteia ocupatia de baza a tiganilor din Govora Sat a fost si este  muzica lautareasca.Ei canta  la vioara trompeta  tambal acordeon...
Govora este un sat sărac, agricultura fiind ocupația de bază a locuitorilor. Potențialul turistic oferit de mănăstirea Govora este insuficient utilizat de către autoritățile locale.
Un amanunt  important  il constituie  faptul ca aici a locuit si a slujit biserica  satului preotul Gheorghe Petre  autor a numeroase luCrari de monografie si arhelogie Preotul Gheorghe Petre s-a nascut  in Orelsti judetul VALCEA dar ca urmare a hirtonossirii ca preot la Govora a adăugat numelui  sau  si localitatea schimbandu-si, numele in PETRE  GHEORGHE -GOVORA  
Ciudat este că între gara Govora, Uzinele Sodice Govora și Băile Govora se afla comuna Mihăiești din care face parte și Govora Sat și nimeni de la conducerea județului Vâlcea nu s-a gândit s-o denumească comuna Govora și nu Mihăiești (nume fără nicio rezonanță și pe care îl mai poarta încă alte 5 localități în România).
In 1959 cu ocazia incercarii de a se infiinta o intovărasire in comuna,oamenii s-au revoltat si sau  asezat  in fata tractoarelor care  ar fi trebuit sa are loturile desfiintand hotarele.
Intovărășirea  agricola s-a amânat.  Dupa 1989.   pentru   a  se  da   mari   primarii     prin  denaturarea   adevarului   istoric,   au    dezmembrat  fostele  comune    in  catunele  din care    erau  alcatuite  ...  Asa   se  face  ca  desi  comuna  MIHAIESTI   -VALCEA   era   formata din  ,...  satele ,    GOVORA  SAT .   BARSESTI ,   BULETA    MIHAIESTI      prin   dezmembrarea  areufciala  ..  azi  comuna    MIHAESTI      apare   ca  formata  din   satele  Arsanca, Bârsești, Buleta (reședința), Govora, Gurișoara, Măgura, Mihăești, Munteni, Negreni, Rugetu, Scărișoara, Stupărei și Vulpuești.   ARTIFICIUL     a  permis    o grila  de  salarizare  mai    generoasa    pentru   primar  ...  si  functionarii   primariei 
Pentru turiști este important să rețină că mănăstirea Govora se află în Govora Sat - Scărișoara și nu în Băile Govora, care sunt la o distanță de 3,5 km.

## Vezi și
- Biserica de lemn din Govora